# 個人消費支出物價指數

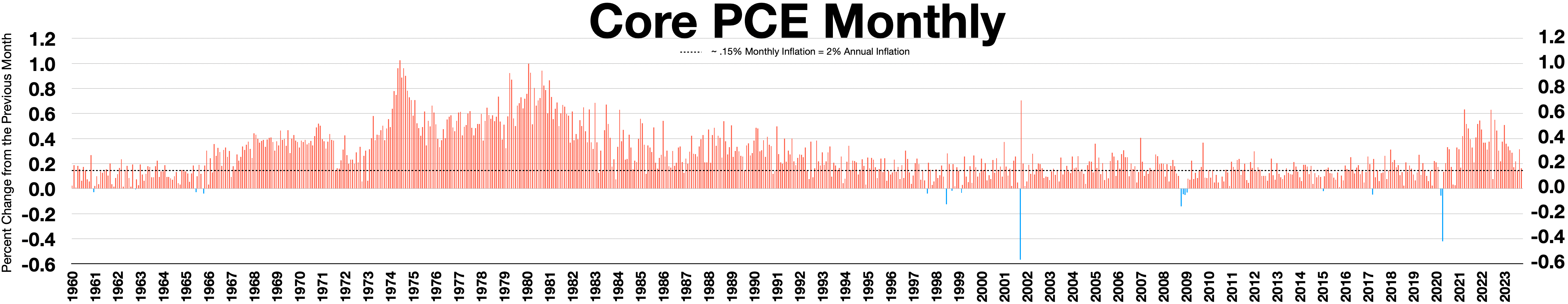
核心PCE物價指數月增率

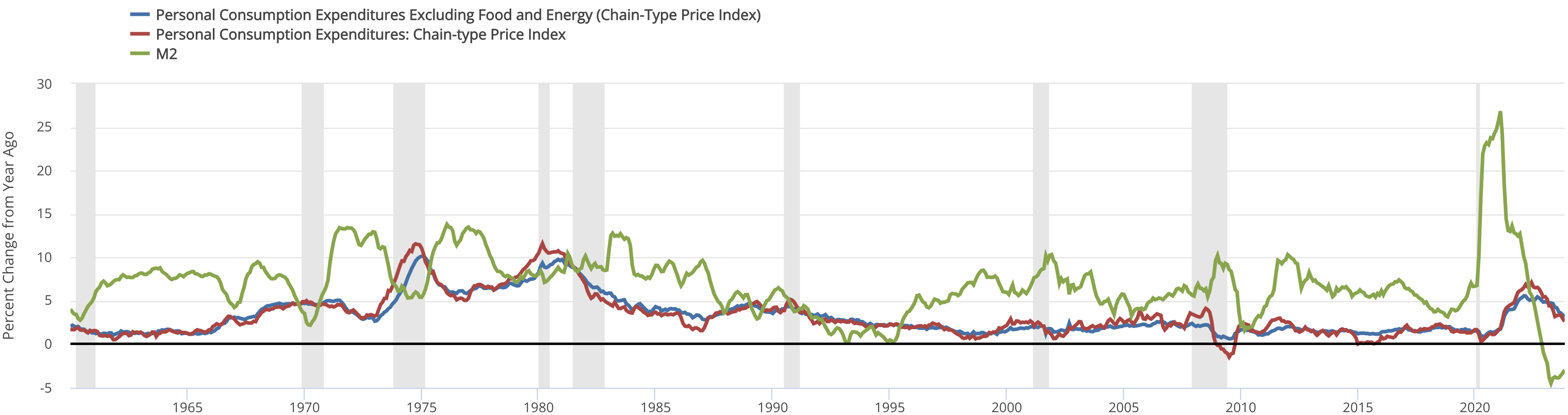
年增率，紅線為PCE物價指數、藍線為核心PCE物價指數、綠線為M2供給量

個人消費支出物價指數（英語：personal consumption expenditure price index）簡稱PCE物價指數（PCE price index），又被美國經濟分析局稱作PCE平減指數（PCE deflator）或 PCE物價平減指數（PCE price deflator），被聯邦公開市場委員會稱作PCE連鎖物價指數（chain-type price index for personal consumption expenditures），係美國衡量國內個人消費物價平均漲幅之指標，為聯邦準備理事會偏好的通貨膨脹指標。
該指數以美國經濟分析局國民所得與生產統計中國民生產毛額（GDP）之最大構成項目——個人消費支出（personal consumption expenditure）計算得出，以2012年為基期。個人消費支出由家庭之實質支出及估算支出組成，包括耐久財（如汽車、家電）及非耐久財（如食品、服裝）等財貨及勞務（如醫療保健、教育、住宅）的支出。PCE涵蓋了個人的所有購買行為，無論是國內還是國外的支出，只要這個消費發生在美國境內。  
PCE物價指數排除易受季節性影響而波動較大的食品及能源價格後之指標為核心PCE物價指數（core PCE price index）。
PCE數據由經濟分析局在每月下旬發佈，作為國民所得與生產統計（NIPA）的一部分。它發佈的具體日期可能因節假日或其他因素影響會有所調整，但通常會在每月最後一個工作日或接近該日期發佈，發佈時間通常為美國東部時間（ET）上午 8:30。

## 地位
2000年2月17日，聯邦準備理事會的聯邦公開市場委員會（FOMC）在其「國會貨幣政策報告」中表示，將把衡量通貨膨脹之主要指標自消費者物價指數（CPI）改為連鎖法計算之PCE物價指數（chain-type price index for personal consumption expenditures）。

## 與CPI之比較

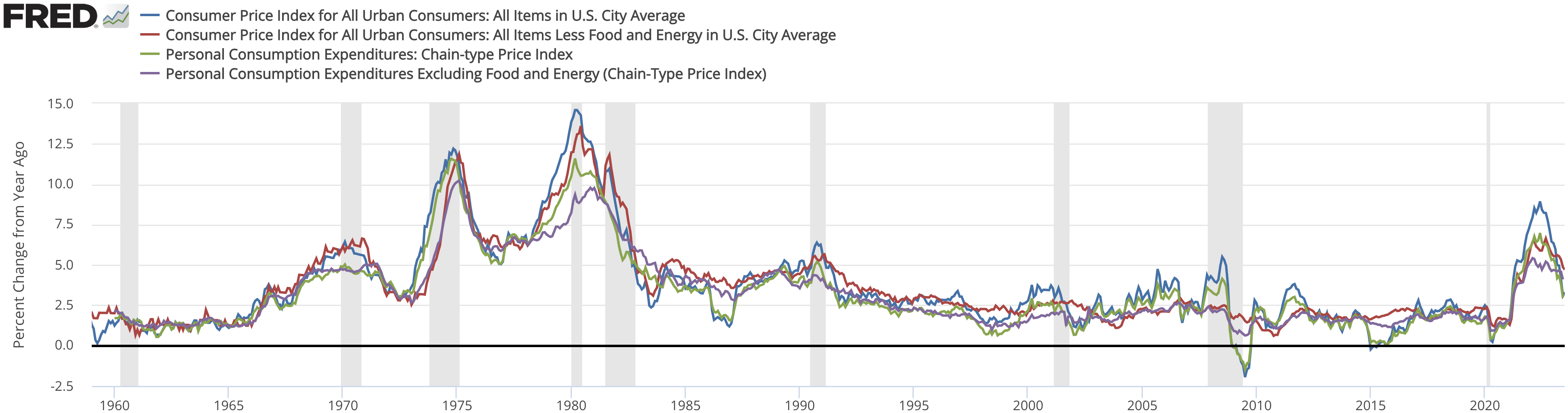
藍線為CPI、紅線為核心CPI、綠線為PCE物價指數、紫線為核心PCE物價指數

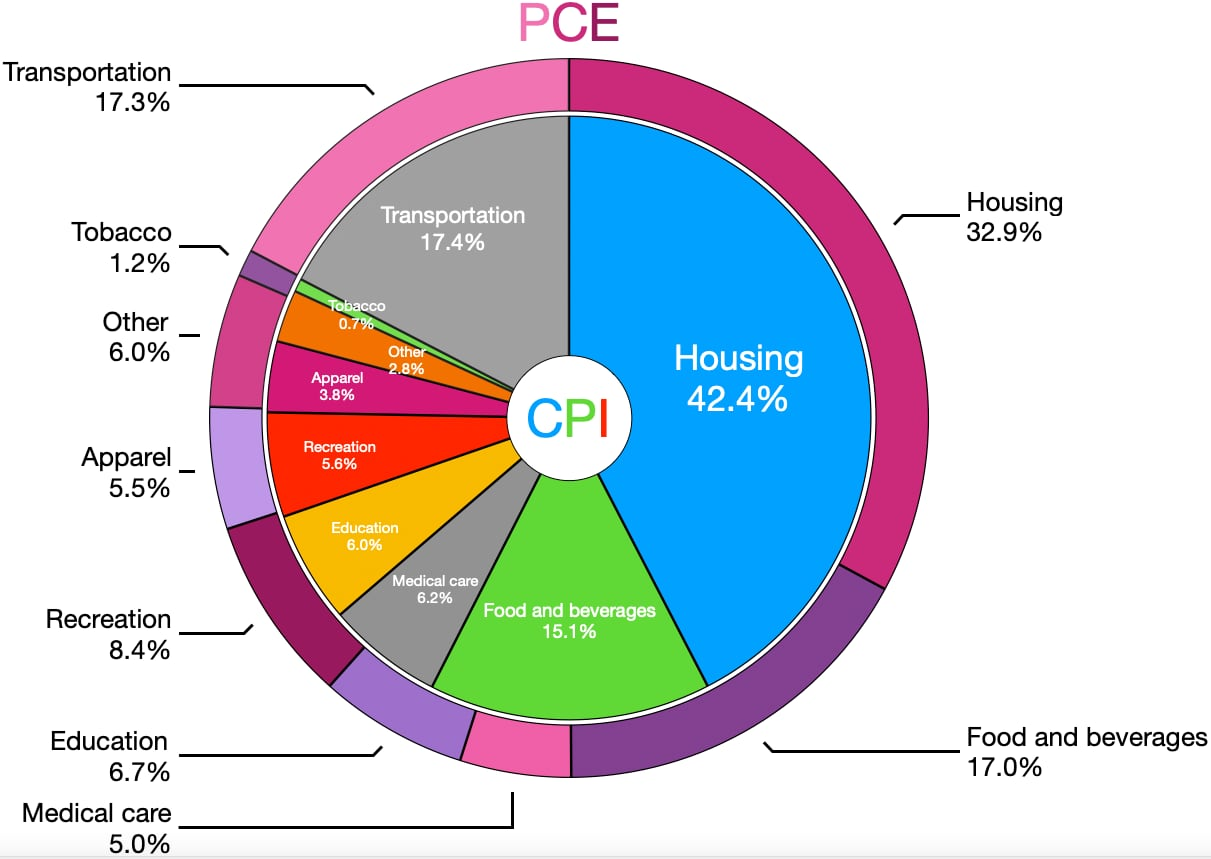
CPI vs PCE物價指數

PCE自1959年1月起開始被追蹤，截至2018年7月，以PCE衡量之通貨膨脹年增率平均為3.3%，而以CPI（消費者物價指數）衡量之平均為3.8%，可能原因為CPI並無考慮到替代效果。
PCE物價指數與CPI兩指數之差異可歸納為4類：公式效果（formula effect）、權重效果（weight effect）、範圍效果（scope effect）及「其他效果」（other effects）。

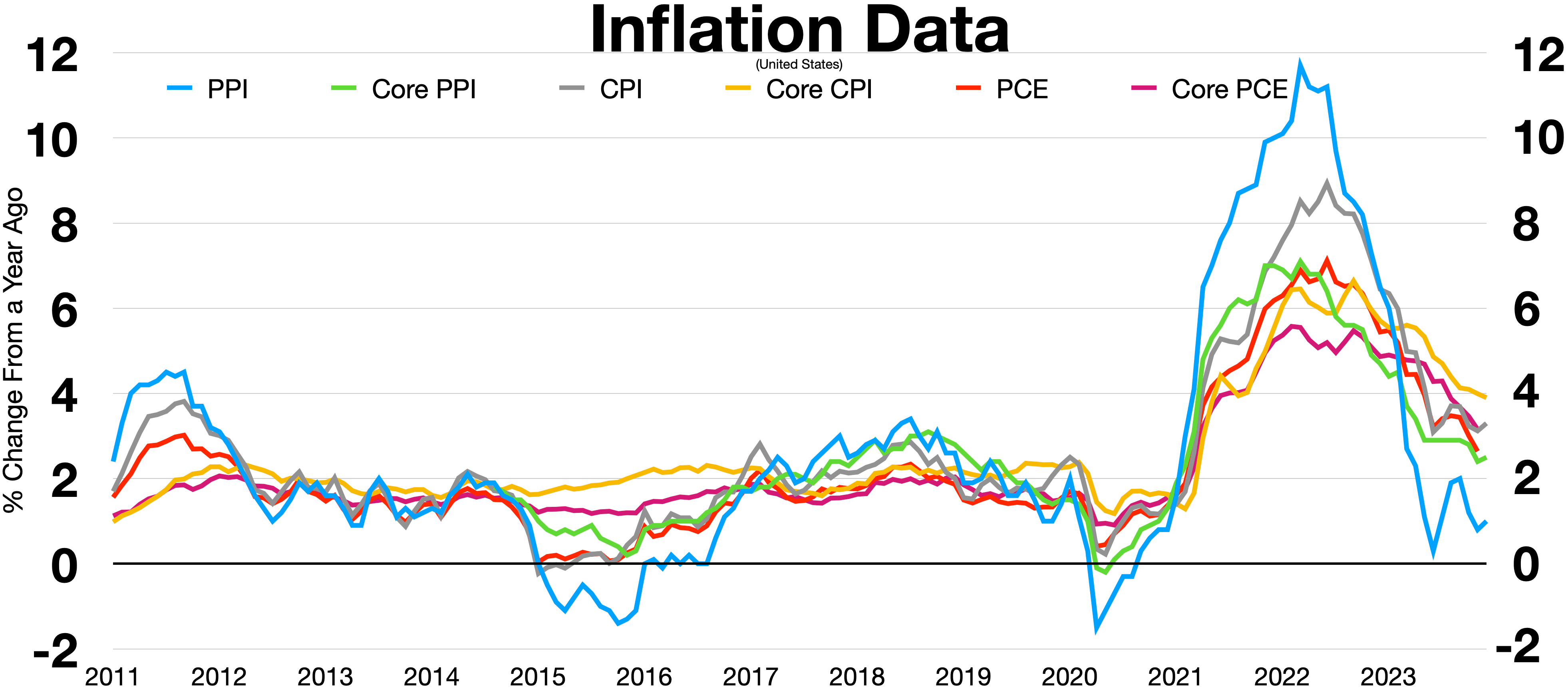
生產者物價指數（PPI）為領先指標，而 CPI及PCE物價指數則落後

- 公式效果係因兩指數之計算公式不同所致。 PCE物價指數以費雪理想公式（Fisher-Ideal formula）計算，而CPI則以修改的拉氏物價指數計算。
- 權重效果反映兩指數構成商品的相對重要性。
- 範圍效果反映兩指數概念上之差異。PCE物價指數衡量個人支出，包括家庭及為家庭服務的非營利組織；CPI衡量家庭支出。 「淨」範圍效果為對PCE物價指數範圍以外的CPI項目進行調整，減去PCE物價指數中超出CPI範圍之項目。
- 其他效果包括季節性調整差異、價格差異及殘差差異。 [7]

PCE和CPI都是衡量通脹的重要工具，PCE更全面且動態，適合用於宏觀經濟分析和貨幣政策制定。而 CPI 則更適合日常應用和生活成本調整。
| 消費類別                                                                                                  | 都市消費者物價指數 （CPI-U） | PCE   | 依CPI項目定義調整後之PCE |
| --- | ----------------------- | ----- | ------------------------ |
| 食品及飲料                                                                                                | 15.1%                   | 13.8% | 17.0%                    |
| 家庭內飲食                                                                                                | 8.0%                    | 7.1%  | 8.7%                     |
| 外食 | 6.0%                    | 4.9%  | 6.0%                     |
| 酒精飲料                                                                                                  | 1.1%                    | 1.8%  | 2.3%                     |
| 住宅 | 42.4%                   | 26.5% | 32.9%                    |
| 主要住宅租金                                                                                              | 5.8%                    | 3.4%  | 4.1%                     |
| 所有權人約當租金                                                                                          | 23.4%                   | 12.9% | 15.9%                    |
| 其他住宅相關費用                                                                                          | 13.1%                   | 10.2% | 12.9%                    |
| 服飾 | 3.8%                    | 4.5%  | 5.5%                     |
| 醫療 | 6.2%                    | 22.3% | 5.0%                     |
| 交通 | 17.4%                   | 13.9% | 17.3%                    |
| 汽車 | 7.9%                    | 5.3%  | 6.5%                     |
| 汽油 | 4.2%                    | 3.4%  | 4.3%                     |
| 其他交通費                                                                                                | 5.4%                    | 5.2%  | 6.5%                     |
| 教育及通信                                                                                                | 6.0%                    | 5.4%  | 6.7%                     |
| 娛樂 | 5.6%                    | 6.8%  | 8.4%                     |
| 煙草 | 0.7%                    | 1.0%  | 1.2%                     |
| 其他商品及服務                                                                                            | 2.8%                    | 5.8%  | 6.0%                     |
| | 100%                    | 100%  | 100%                     |
| 本表僅作為說明，權重會隨時間而改變，可能無法反映當前狀況。當中，CPI每2年調整1次基期價格與權重。本表來源： |                         |       |                          |

上表可觀察PCE平減指數與CPI細項間的權重差異，主要差異在於住宅及醫療兩大領域。